# Malaric (chef salien)
Pour les articles homonymes, voir Malaric.
Malaric (295-358) fut un guerrier franc ayant servi, en tant qu'officier, dans l'armée romaine.
Lorsque Silvanus, le chef de la tribu franque à laquelle appartenait Malaric fut accusé de trahison par l'empereur  Constance II, il prit sa défense et proposa de venir le chercher pour l'innocenter pendant que Mallobaud, un autre officier franc resterait à Rome en otage. Cependant Silvanus, affolé par l'accusation, se proclame empereur et fut tué peu après, en 355,,.